# Гильза, Вернер фон
Вернер Альбрехт фрайхерр фон унд цу Гильза (нем. Werner Albrecht Freiherr von und zu Gilsa; 4 марта 1889, Берлин — 8 мая 1945, Литомержице) — немецкий офицер, участник Первой и Второй мировых войн, генерал пехоты, кавалер Рыцарского креста с Дубовыми листьями.

## Биография
В марте 1908 года поступил на военную службу, фанен-юнкером (кандидат в офицеры), в гвардейский фузилерский полк. С августа 1909 года — лейтенант.
В Первую мировую войну командовал ротой, затем занимал штабные должности. С июля 1915 года — старший лейтенант. С июля 1918 года — капитан, командир батальона. За время войны награждён Железными крестами обеих степеней и ещё тремя орденами.
После войны продолжил службу в рейхсвере. К началу Второй мировой войны — командир пехотного полка, полковник. В сентябре — октябре 1939 года участвовал в Польской кампании. Награждён планками к Железным крестам обеих степеней (повторное награждение). В мае — июне 1940 года участвовал во Французской кампании. Награждён Рыцарским крестом (№ 42). С февраля 1941 года — генерал-майор. С апреля 1941 года — командир 216-й пехотной дивизии. С 22 июня 1941 года — участвовал в Великой Отечественной войне. Бои в Белоруссии, затем бои на Московском направлении.
С конца декабря 1941 года его группировка в окружении в Сухиничах. Вышел из окружения 28-29 января 1942 года, оставив город советским войскам.
В январе 1942 года — награждён дубовыми листьями к Рыцарскому кресту (№ 68). С октября 1942 года — генерал-лейтенант. Командовал карательными операциями совместно с частями РОНА в Брянской области (Локотское самоуправление). С июня 1943 года — командующий 89-м армейским корпусом (в Бельгии). С июля 1943 года — в звании генерал пехоты. В 1944 году участвовал в боях на Западном фронте против американо-британских войск. С декабря 1944 года — в командном резерве. С 8 марта 1945 года являлся командующим обороной Дрездена. С 5 мая 1945 года — командующий корпусом «Гильза». 8 мая 1945 года, узнав о капитуляции Германии, покончил жизнь самоубийством.

## Награды
- Железный крест 2-го класса (18 октября 1914) (Королевство Пруссия)
- Железный крест 1-го класса (14 мая 1915) (Королевство Пруссия)
- Королевский орден Дома Гогенцоллернов рыцарский крест с мечами (Королевство Пруссия)
- Ганзейский крест Гамбурга
- Крест «За военные заслуги» 3-го класса с воинским отличием (Австро-Венгрия)
- Почётный крест Первой мировой войны 1914/1918 с мечами
- Медаль «За выслугу лет в вермахте» с 4-го по 1-й класс
- Пряжка к Железному кресту 2-го класса (14 сентября 1939)
- Пряжка к Железному кресту 1-го класса (21 октября 1939)
- Рыцарский крест Железного креста с дубовыми листьями
  - рыцарский крест (5 июня 1940)
  - дубовые листья (№ 68) (24 января 1942)
- Медаль «За зимнюю кампанию на Востоке 1941/42»